# Phillyrea
- Commons
- Wikispecies

Phillyrea L. é um gênero botânico da família Oleaceae
Encontrado na Ásia e Mediterrâneo.

## Sinonímia
- Phillyraea Moench, var. ort.
- Philyrea Blume, var. ort.
- Phyllirea Duhamel, var. ort.

## Espécies
Composto por 79 espécies:
- Phillyrea angustifolia
- Phillyrea aeolica
- Phillyrea arbutifolia
- Phillyrea barceloi
- Phillyrea benitoi
- Phillyrea bolivaris
- Phillyrea brachiata
- Phillyrea bracteolata
- Phillyrea buxifolia
- Phillyrea cadevalli
- Phillyrea capensis
- Phillyrea caroli
- Phillyrea chinensis
- «Lista completa»

Na base de dados World Checklist of Selected Plant Families do Royal Botanic Gardens, Kew as seguintes espécies são reconhecidas:
- Phillyrea latifolia - aderno ou aderno-de-folhas-largas
- Phillyrea angustifolia

## Classificação do gênero
| Sistema | Classificação                    | Referência               |
| ------- | -------------------------------- | ------------------------ |
| Linné   | Classe Diandria, ordem Monogynia | Species plantarum (1753) |